# مانون بريش
مانون بريش (مواليد 4 يناير 1998) هي ممثلة فرنسية كاميرونية.

## حياتها
درست بريش بمدرسة الدراما كور فلورنت في باريس لمدة اثني عشر عامًا. وهي ذات أصول كاميرونية وتزور الكاميرون خلال إجازاتها. ظهرت بريش في أمام الكاميرا لأول مرة في 2012، بدور صغير في فيلم «آباء الأحد».
لعبت بريش دور ياسمين، صديقة سالومي المقربة، في المسلسل التلفزيوني كليم في 2015. في سبتمبر 2015، اُختيرّت بريش في دور تيريز مارسي، ابنة توماس وغابرييل بالتبني، في مسلسل «حياة أكثر جمالًا». عندما غادرت تيا دياني، الممثلة التي كانت ستلعب هذه الشخصية في الأصل، لمتابعة فرص تمثيل أخرى. في 2017، لعبت بريش دور شارلوت كاستيلون، وهي عداءة قُتلت على مرأى من الجميع لسبب غير مفهوم، في الفيلم التلفزيوني «نوار إنيغما». لعبت بريش دور لويزا، وهي طالبة تملك قدرات في سحر الفودو، في مسلسل الجريمة والغموض الخارق للطبيعة «مورتيل» في 2019. في 2020، لعبت دور سيرلي، وهي طالبة مزعجة من غويانا الفرنسية، في «مالديتا بريمافيرا».
بجانب الفرنسية، تتحدث بريش الإنجليزية والقليل من الإسبانية كما تُمارس الجودو والتنس والرقص المعاصر.

## أعمالها

### أفلام
- 2012: آباء الأحد - في دور طفلة
- 2016: نحن عائلة - في دور صديق لأوسكار
- 2018: سأخرج لشراء السجائر (فيلم قصير)
- 2020: الحرب الثالثة
- 2020: مالديتا بريمافيرا - في دور سيرلي

### المسلسلات
- 2015-2018: كليم - في دور ياسمين
- 2015-2019: حياة أكثر جمالاً - في دور تيريز مارسي
- 2017: نوار إنيغما في دور شارلوت كاستيلون
- 2017: أيام أفضل - في دور سيندي
- 2018: شاهدني أحترق - في دور كلارا
- 2019: ليه جراند - في دور مايا
- 2019: مورتيل - في دور لويزا مانجيمبي
- 2020: البارون نوار - في دور لوسي

## وصلات خارجية
- مانون بريش في قاعدة بيانات الأفلام على الإنترنت